# Мальвино, Матиас
Матиас Даниэль Мальвино Гомес (исп. Matías Daniel Malvino Gómez; род. 20 января 1992, Монтевидео) — уругвайский футболист, защитник клуба «Басаньес».

## Биография
Мальвино начал профессиональную карьеру в клубе «Дефенсор Спортинг». 21 октября 2012 года в матче против «Данубио» он дебютировал в уругвайской Примере. Летом 2014 года Мальвино перешёл в швейцарский «Лугано». 15 сентября в матче против «Серветта» он дебютировал в Челлендж-лиге. 22 ноября в поединке против «Волена» Матиас забил свой первый гол за «Лугано». По итогам сезона он помог клубу выйти в элиту. Летом 2015 года Мальвино вернулся на родину, на правах аренды присоединившись к «Насьоналю». 15 августа в матче против «Велья-Тереса» он дебютировал за новую команду. В начале 2016 года Матиас вернулся в «Лугано». 6 февраля в матче против «Вадуца» он дебютировал в швейцарской Суперлиге. Летом того же года «Насьональ» выкупил его трансфер.
В начале 2017 года Мальвино был арендован столичным «Расингом». 4 февраля в матче против «Серро» он дебютировал за новый клуб. 11 ноября в поединке против «Суд Америка» Матиас забил свой первый гол за «Расинг».
Летом 2018 года Мальвино на правах свободного агента подписал контракт с гватемальским клубом «Мунисипаль». 29 июля в матче против «Кобан Империаль» он дебютировал в чемпионате Гватемалы.